# Figuras de acción Kenner de Star Wars
Entre 1978 y 1985, Kenner produjo y vendió figuras de acción basadas en la franquicia Star Wars . De una línea de más de 100 juguetes únicos, se vendieron un total de más de 300 millones de unidades. Kenner comenzó a producir nuevas figuras de acción de Star Wars en 1995.

## Historia
La licencia para las figuras de acción de Star Wars fue ofrecida en 1976 a Mego Corporation, que era la empresa líder en figuras de acción en la década de 1970. Mego rechazó la oferta y posteriormente Kenner, una división de General Mills Fun Group, compró la licencia.
Star Wars (1977) fue la primera película en comercializar con éxito sus propios juguetes. De hecho, tuvieron tanto éxito que George Lucas utilizó los fondos de forma independiente para financiar los siguientes dos capítulos de la película, The Empire Strikes Back (1980) y Return of the Jedi (1983).
Aunque la película original de Star Wars se estrenó en mayo de 1977, Kenner no estaba preparada para la respuesta sin precedentes a la película y la gran demanda de juguetes, principalmente debido a la falta de voluntad de George Lucas para proporcionar diseños de personajes y vehículos por temor a que sus creaciones fueran plagiadas por competidores de cine y televisión. Incapaces de acumular suficientes existencias a tiempo para el lucrativo mercado navideño, en su lugar vendieron un "paquete de certificado de reserva anticipada" que incluía un certificado que podía enviarse por correo a Kenner y canjearse por cuatro figuras de acción de Star Wars . Las primeras cuatro figuras en ser distribuidas fueron Luke Skywalker, la Princesa Leia, Chewbacca y R2-D2 . La caja también contiene un soporte de exhibición de diorama, algunas pegatinas y una tarjeta de membresía del club de aficionados de Star Wars .
Cuando las figuras de acción se ofrecieron para su venta directa en las tiendas, la gama había aumentado con otras ocho figuras  C-3PO, Darth Vader, Stormtrooper, Obi-Wan Kenobi, Han Solo, Jawa, Sand People y Death Squad . Comandante : lo que eleva el número total de figuras en el lanzamiento inicial a doce. Estos se complementaron más tarde en 1978 con una serie de accesorios para vehículos y juegos, así como el deslizador terrestre controlado por Sonic exclusivo de JC Penney y el juego de aventuras Cantina exclusivo de Sears que introdujo cuatro nuevas figuras.
Tres de las cuatro figuras que se sacaron por primera vez en el juego Sears Cantina se lanzaron a la venta individualmente, así como una variante de la cuarta, y con otras cuatro figuras más tarde en 1978, lo que elevó el número total de figuras a 20. La demanda de figuras de acción y accesorios fue tal que Kenner siguió teniendo dificultades para satisfacer la demanda. La escasez de juguetes en el período previo a la Navidad de 1978 llevó a algunos a afirmar que Kenner estaba manipulando deliberadamente el mercado. Las ventas de la gama Star Wars de Kenner en 1978 alcanzaron los 40 millones de unidades, lo que representó unos ingresos de 100 millones de dólares.
Anticipándose al lanzamiento de la película secuela El imperio contraataca, Kenner ofreció su primera promoción por correo, en la que se podían canjear cuatro comprobantes de compra por una nueva figura de acción, Boba Fett . Originalmente, esta figura tenía la intención de presentar una mochila con un misil disparado, pero se abandonó debido a problemas de seguridad. Periódicamente se ofrecieron promociones por correo similares hasta 1984.
Las ventas en 1979 volvieron a superar los 100 millones de dólares. Kenner continuó presentando oleadas de figuras de acción de las secuelas y en 1984, el año siguiente al lanzamiento de la película El retorno del Jedi, la gama tenía en total 79 diseños de personajes únicos (sin incluir las versiones retiradas de R2-D2 y C-3PO) .
En 1985, la gama de figuras pasó a llamarse Power of the Force en la que se lanzaron otras 15 figuras. También se lanzaron dos gamas más de figuras de acción de Star Wars, basadas en la serie animada, Star Wars: Droids y Star Wars: Ewoks . La gama Droids constaba de 12 figuras (dos de las cuales eran idénticas a las figuras de la línea principal de Star Wars ) y la línea Ewoks constaba de seis figuras.
A mediados de 1985, la demanda de productos de Star Wars había caído y Kenner suspendió la producción de sus figuras de acción. Sin embargo, Kenner produciría la nueva línea de juguetes de Star Wars que comenzaría en 1995.

## Descripción
Las figuras de acción de Star Wars son de plástico, por lo general más pequeñas de cuatro pulgadas (10 cm), y normalmente se pueden articular en cinco puntos de sus cuerpos, pero hay muchas diferencias y cualidades únicas en las figuras individuales que se apartan de estas normas. Las figuras de acción de Star Wars de Kenner se produjeron junto con vehículos y juegos basados en las películas de Star Wars .
La mayoría de las figuras se empaquetaron individualmente unidas a un cartoncillo con un blíster de plástico sobre él.

## Variaciones de figuras
Existen variaciones para la mayoría de las diferentes figuras. Estas pueden ir desde reesculpidos importantes y diferencias en los accesorios suministrados con las figuras, hasta diferencias en los detalles de la pintura, por ejemplo, en el color del cabello, o diferencias en los materiales para esculpir. Algunas variaciones exigen precios más altos en el mercado de coleccionistas debido a la escasez relativa.
Durante la ejecución de Empire Strikes Back, la figura de R2-D2 se modificó para incluir un "sensorscopio" extensible. De manera similar, C-3PO fue remodelado con miembros de quita y pon. En 1985, R2-D2 se modificó nuevamente para presentar un sable de luz emergente. Tanto la extremidad extraíble C-3PO como el sable de luz emergente R2-D2 se ofrecieron con detalles de pintura alternativos en la gama Droids .
Los personajes que empuñaban el sable de luz originalmente presentaban un mecanismo de sable telescópico doble. Esto se cambió a un mecanismo telescópico único a principios de 1978. Como la figura de Luke Skywalker era parte de la promoción Early Bird, proporcionalmente se lanzaron más con el mecanismo telescópico doble, mientras que las figuras telescópicas dobles de Ben (Obi-Wan) Kenobi y Darth Vader son comparativamente más raras y buscadas.
El juego de aventuras Cantina exclusivo de Sears contiene cuatro figuras de acción. La figura de Snaggletooth incluida inicialmente viste un traje azul con botas plateadas estilo discoteca y tiene aproximadamente el mismo tamaño que las figuras de Luke y Han. A petitción de George Lucas, este "Snaggletooth Azul" se corrigió posteriormente para representar al personaje tal como aparece en la película; y se lanzó una figura reesculpida más baja, descalza y vestida de rojo. Solo el "Snaggletooth Rojo" corregido se lanzó en cartones con blíster, lo que hizo que el "Blue Snaggletooth" fuera más escaso y buscado por los coleccionistas.
Las primeras figuras de Han Solo tienen una cabeza esculpida algo diminuta. Esto fue reemplazado más tarde por una escultura más grande.
Las primeras figuras de Jawa se lanzaron con una capa de vinilo similar a la de Obi-Wan Kenobi. Esto se cambió más tarde a una capa de tela.

## Variaciones del cartoncillo
Desde el período comprendido entre 1977 y mediados de 1984, las figuras vendidas individualmente en las tiendas se emitieron en cartones que correspondían a la película más actual, y las figuras se vendieron en cartones con diseños de Star Wars hasta 1980, y luego en cartones de El imperio contraataca hasta 1983., seguido de El Retorno del Jedi y Power of the Force en 1984.
A medida que aumentaba el número de figuras en el rango, el diseño del dorso del cartoncillo se modificaría en consecuencia. Por lo tanto, las primeras cifras lanzadas para la venta directa en las tiendas se emitieron en un cartoncillo, cuya parte posterior ilustraba la gama completa de 12 cifras, conocida como dorso de 12. El dorso de 12 fue reemplazado por el de 20, y posteriormente por el de 21, 31,32,41,45,47,48,65,77,79 y92.
Existen variaciones para cada uno de los frentes del cartoncillo. Estos van desde diferencias en las pegatinas de ofertas promocionales aplicadas a la tarjeta hasta diferencias en la fotografía que ilustra al personaje. De manera similar, existen variaciones para todos los diseños de la parte posterior del dorso de tarjeta, con la excepción de los diseños de 47 y 92, cuyos reversos solo estaban disponibles en una sola versión.
A 2012, hay una combinación total entre frente y reverso de 57 modelos. Sin incluir las figuras que se sacaron en otros países ni las de las ediciones Droids o Ewoks.

## Licencias fuera de EE. UU.
Las figuras de Star Wars se ofrecieron a la venta en varios países fuera de los EE. UU. Por lo general, estos se vendían a través de otras empresas, muchas de las cuales también eran subsidiarias de General Mills.
En el Reino Unido, la licencia de Star Wars estaba en manos de Palitoy, que importó las figuras y las empaquetó en el Reino Unido en cartones con la marca Palitoy. Acuerdos análogos estaban en vigor en España con la empresa PBP/Poch, en Francia con Meccano, en los países del Benelux con Clipper, en Alemania con Parker, en Italia con Harbert y en Escandinavia con Brio/Playmix .
En Japón, la línea fue controlada primero por la empresa Takara, luego por Popy y finalmente por Tsukuda. La licencia fue adquirida en Australia por Toltoys, mientras que en México la ostentaba Lili Ledy y en Brasil Glasslite.
En la Argentina, la empresa Top Toys tenía la licencia para la importación, en un principio y luego para su fabricación. Llegaron a sacar 7 figuras y la característica principal es la de no tener agujeros en los pies, ser el plástico de una inferior calidad y un poco más pequeñas que las fabricadas por Kenner. Hoy en día son figuras muy buscadas internacionlemente entre los coleccionistas. 
En ciertos casos, las cifras producidas por las empresas con licencia fuera de los EE. UU. son sustancialmente diferentes de las vendidas por Kenner. Takara, por ejemplo, vendió versiones reesculpidas de Darth Vader, Stormtrooper y C-3PO. Lili Ledy usó diferentes detalles de pintura y diferentes accesorios de tela. Las figuras de Glasslite se moldearon con un plástico ligeramente diferente y más brillante y se usaron diferentes detalles de pintura. La gama Glasslite Droids también se destacó porque incluía un personaje, "Vlix", que no se había emitido en otros países. La figura de Vlix fue un prototipo para la línea Kenner, pero nunca pasó de la etapa de maqueta en una tarjeta.
Hacia el final de la tirada de figuras de Star Wars, las figuras para el mercado europeo se emitieron en reversos de cartoncillos trilogo, llamados así porque el frente del reverso de tarjeta tenía tres logotipos en inglés, francés y español. La parte trasera del dorso de la tarjeta era un diseño único que mostraba 70 personajes. Trilogos tienen una demanda algo mayor entre los coleccionistas debido a que la empresa estadounidense Kay Bee compró un exceso de existencias. El carácter "Yak Face" que solo se había emitido anteriormente en Canadá y Australia también estaba disponible en la tarjeta Trilogo .

## Reproducciones
Como las figuras estaban pensadas y generalmente se usaban como juguetes, los accesorios como armas y capas a menudo se perdían o las pegatinas se dañaban. Una vez que se estableció un mercado de coleccionistas, algunos coleccionistas comenzaron a reemplazar los accesorios con artículos de reproducción. Dichos artículos se consideran indeseables entre los coleccionistas de algunos países, particularmente donde las variaciones de figuras centradas en las diferencias en los accesorios han llevado a un precio superior, como con los sables de luz telescópicos dobles o el Jawa con capa de vinilo.
También se han reproducido algunas figuras difíciles de obtener, a menudo con el objetivo de hacerlas pasar por figuras originales y auténticas. Ejemplos notables incluyen el prototipo de Boba Fett que dispara cohetes y prototipos sin pintar de figuras estándar.

## Contrabando
Si bien se produjeron figuras con licencia oficial en muchos países, otros no tenían medios oficiales de distribución. Aprovechando la demanda de los consumidores por los juguetes, los fabricantes de algunos países lanzaron figuras piratas sin licencia. Estos varían en materiales, método de fundición y en calidad. Por ejemplo, algunas de las figuras producidas por el fabricante Uzay en Turquía son de un alto nivel y, a menudo, se moldearon en colores poco convencionales sin tener en cuenta la autenticidad. La extravagancia de estas figuras con sus reversos de cartas psicodélicos a menudo extraños ha llevado a la demanda de los coleccionistas y con frecuencia exigen un precio alto.

## Legado
El renovado interés en Star Wars fue evidente a mediados de la década de 1990, debido al relanzamiento de la trilogía en laserdisc y VHS y en previsión de la próxima edición especial de Star Wars . Kenner, que había sido comprada por Tonka en 1987 y posteriormente por Hasbro en 1991, aprovechó esto y, en 1995, lanzó una nueva línea de figuras de acción de Star Wars, nuevamente bajo el logo Power of the Force . Estas figuras se distinguían fácilmente de la gama vintage debido a que las nuevas figuras estaban esculpidas en un estilo más "heroico", con músculos más grandes, y los coleccionistas las conocen como Power of the Force 2 . Las figuras de Power of the Force 2 continuaron con la marca Kenner hasta 1999, cuando fueron rebautizadas como Hasbro. Hasbro continúa comercializando figuras de acción de Star Wars hasta el día de hoy.
El éxito de Kenner con la línea Star Wars motivó a los creadores de otras películas de acción y aventuras a comercializar sus propias líneas de figuras de acción.

## En la cultura popular
Dos de las películas de Steven Spielberg de 1982, Poltergeist y ET the Extra-Terrestrial, presentan escenas que muestran figuras de acción de Star Wars .
Las figuras de acción de Star Wars son el tema de una película documental directa a video de 2014, Plastic Galaxy: The Story of Star Wars Toys .
Las figuras de acción y los juguetes de Star Wars fueron el tema del episodio uno del documental de Netflix de 2017 The Toys That Made Us .
Un episodio de 2020 de Star Wars: The Clone Wars presenta a un grupo de tres alienígenas con atuendos que combinan con los juguetes originales de Kenner.